# Al Horowitz
Israel Albert Horowitz, comunemente noto come Al Horowitz (Brooklyn, 15 novembre 1907 – 18 gennaio 1973), è stato uno scacchista e giornalista statunitense.

## Biografia
Horowitz, di nazionalità americana e di origini ebraiche, fu un Maestro Internazionale di scacchi. Sebbene possa annoverarsi tra i più forti giocatori americani di sempre, il suo nome è legato soprattutto alla sua opera di divulgazione scacchistica: un'intera generazione di scacchisti si è formata sui suoi libri ed articoli. Horowitz fu un autore brillante e prolifico: curò per circa vent'anni una rubrica settimanale di tre colonne sull'autorevole quotidiano New York Times e fu fondatore, proprietario e direttore del periodico Chess Review, che godette per oltre un trentennio di eccezionale popolarità. Da lui ha preso il nome la difesa Horowitz contro il gambetto danese.
Prima di dedicarsi a tempo pieno al gioco e alla sua rivista Horowitz era stato agente di borsa a Wall Street.

## "Chess Review"
Nel 1933, in società col Grande Maestro Isaac Kashdan, fondò la "Chess Review". Kashdan però abbandonò l'impresa dopo pochi numeri lasciando Horowitz come unico proprietario e responsabile della pubblicazione. L'ex broker continuò con passione e professionalità il suo impegno, conducendo il popolare magazine per trentasei anni, rendendolo una delle più autorevoli voci scacchistiche ed uno dei punti di riferimento indiscussi nel panorama nordamericano. Infine, nel 1969, ormai in là con gli anni, la cedette alla Federazione scacchistica americana, che la chiuse qualche anno dopo.

## Un forte giocatore
Horowitz fu uno dei giocatori di punta negli anni trenta e quaranta, riportando la vittoria nel campionato statunitense nel 1936, 1938 e 1943, mentre nel 1941 dovette accontentarsi della piazza d'onore, avendo perso (+0 =13 −3) contro Samuel Reshevsky il match valido come finale. Giocò nella squadra olimpica americana in quattro edizioni della competizione iridata: 1931, 1935, 1937 e 1950, riportando la medaglia d'oro a squadre nei primi tre casi. Anche se va ricordato che la nazionale sovietica non prese parte al torneo olimpico sino al dopoguerra, una simile serie positiva (quattro vittorie consecutive, considerando anche l'Olimpiade del 1933, cui Horowitz non prese parte) non si ripeté mai più nella storia dello scacchismo americano.
Nel famoso Radio Match che nel 1945 vide contrapposti gli alleati della Seconda guerra mondiale (americani contro sovietici), Horowitz ottenne una delle due sole vittorie americane, battendo il Grande Maestro Salo Flohr.
Horowitz conquistò il titolo di Maestro Internazionale nel 1950: i suoi risultati e la sua forza di gioco lo rendono tranquillamente equiparabile a un Grande Maestro odierno, anche se egli non conseguì mai questo titolo in via ufficiale.

## Partite illustrative
|   | a | b | c | d | e | f | g | h |   |
| 8 | a8 torre del nero · e8 re del nero · f8 alfiere del nero · b7 pedone del nero · f7 pedone del nero · c6 pedone del nero · e6 donna del nero · f6 cavallo del nero · h6 pedone del nero · a5 pedone del nero · f5 cavallo del bianco · h5 pedone del bianco · a4 pedone del bianco · e4 pedone del nero · g4 torre del nero · c3 pedone del bianco · e3 alfiere del bianco · f3 donna del bianco · b2 pedone del bianco · d2 torre del bianco · f2 pedone del bianco · g2 pedone del bianco · d1 torre del bianco · g1 re del bianco | a8 torre del nero · e8 re del nero · f8 alfiere del nero · b7 pedone del nero · f7 pedone del nero · c6 pedone del nero · e6 donna del nero · f6 cavallo del nero · h6 pedone del nero · a5 pedone del nero · f5 cavallo del bianco · h5 pedone del bianco · a4 pedone del bianco · e4 pedone del nero · g4 torre del nero · c3 pedone del bianco · e3 alfiere del bianco · f3 donna del bianco · b2 pedone del bianco · d2 torre del bianco · f2 pedone del bianco · g2 pedone del bianco · d1 torre del bianco · g1 re del bianco | a8 torre del nero · e8 re del nero · f8 alfiere del nero · b7 pedone del nero · f7 pedone del nero · c6 pedone del nero · e6 donna del nero · f6 cavallo del nero · h6 pedone del nero · a5 pedone del nero · f5 cavallo del bianco · h5 pedone del bianco · a4 pedone del bianco · e4 pedone del nero · g4 torre del nero · c3 pedone del bianco · e3 alfiere del bianco · f3 donna del bianco · b2 pedone del bianco · d2 torre del bianco · f2 pedone del bianco · g2 pedone del bianco · d1 torre del bianco · g1 re del bianco | a8 torre del nero · e8 re del nero · f8 alfiere del nero · b7 pedone del nero · f7 pedone del nero · c6 pedone del nero · e6 donna del nero · f6 cavallo del nero · h6 pedone del nero · a5 pedone del nero · f5 cavallo del bianco · h5 pedone del bianco · a4 pedone del bianco · e4 pedone del nero · g4 torre del nero · c3 pedone del bianco · e3 alfiere del bianco · f3 donna del bianco · b2 pedone del bianco · d2 torre del bianco · f2 pedone del bianco · g2 pedone del bianco · d1 torre del bianco · g1 re del bianco | a8 torre del nero · e8 re del nero · f8 alfiere del nero · b7 pedone del nero · f7 pedone del nero · c6 pedone del nero · e6 donna del nero · f6 cavallo del nero · h6 pedone del nero · a5 pedone del nero · f5 cavallo del bianco · h5 pedone del bianco · a4 pedone del bianco · e4 pedone del nero · g4 torre del nero · c3 pedone del bianco · e3 alfiere del bianco · f3 donna del bianco · b2 pedone del bianco · d2 torre del bianco · f2 pedone del bianco · g2 pedone del bianco · d1 torre del bianco · g1 re del bianco | a8 torre del nero · e8 re del nero · f8 alfiere del nero · b7 pedone del nero · f7 pedone del nero · c6 pedone del nero · e6 donna del nero · f6 cavallo del nero · h6 pedone del nero · a5 pedone del nero · f5 cavallo del bianco · h5 pedone del bianco · a4 pedone del bianco · e4 pedone del nero · g4 torre del nero · c3 pedone del bianco · e3 alfiere del bianco · f3 donna del bianco · b2 pedone del bianco · d2 torre del bianco · f2 pedone del bianco · g2 pedone del bianco · d1 torre del bianco · g1 re del bianco | a8 torre del nero · e8 re del nero · f8 alfiere del nero · b7 pedone del nero · f7 pedone del nero · c6 pedone del nero · e6 donna del nero · f6 cavallo del nero · h6 pedone del nero · a5 pedone del nero · f5 cavallo del bianco · h5 pedone del bianco · a4 pedone del bianco · e4 pedone del nero · g4 torre del nero · c3 pedone del bianco · e3 alfiere del bianco · f3 donna del bianco · b2 pedone del bianco · d2 torre del bianco · f2 pedone del bianco · g2 pedone del bianco · d1 torre del bianco · g1 re del bianco | a8 torre del nero · e8 re del nero · f8 alfiere del nero · b7 pedone del nero · f7 pedone del nero · c6 pedone del nero · e6 donna del nero · f6 cavallo del nero · h6 pedone del nero · a5 pedone del nero · f5 cavallo del bianco · h5 pedone del bianco · a4 pedone del bianco · e4 pedone del nero · g4 torre del nero · c3 pedone del bianco · e3 alfiere del bianco · f3 donna del bianco · b2 pedone del bianco · d2 torre del bianco · f2 pedone del bianco · g2 pedone del bianco · d1 torre del bianco · g1 re del bianco | 8 |
| 7 | a8 torre del nero · e8 re del nero · f8 alfiere del nero · b7 pedone del nero · f7 pedone del nero · c6 pedone del nero · e6 donna del nero · f6 cavallo del nero · h6 pedone del nero · a5 pedone del nero · f5 cavallo del bianco · h5 pedone del bianco · a4 pedone del bianco · e4 pedone del nero · g4 torre del nero · c3 pedone del bianco · e3 alfiere del bianco · f3 donna del bianco · b2 pedone del bianco · d2 torre del bianco · f2 pedone del bianco · g2 pedone del bianco · d1 torre del bianco · g1 re del bianco | a8 torre del nero · e8 re del nero · f8 alfiere del nero · b7 pedone del nero · f7 pedone del nero · c6 pedone del nero · e6 donna del nero · f6 cavallo del nero · h6 pedone del nero · a5 pedone del nero · f5 cavallo del bianco · h5 pedone del bianco · a4 pedone del bianco · e4 pedone del nero · g4 torre del nero · c3 pedone del bianco · e3 alfiere del bianco · f3 donna del bianco · b2 pedone del bianco · d2 torre del bianco · f2 pedone del bianco · g2 pedone del bianco · d1 torre del bianco · g1 re del bianco | a8 torre del nero · e8 re del nero · f8 alfiere del nero · b7 pedone del nero · f7 pedone del nero · c6 pedone del nero · e6 donna del nero · f6 cavallo del nero · h6 pedone del nero · a5 pedone del nero · f5 cavallo del bianco · h5 pedone del bianco · a4 pedone del bianco · e4 pedone del nero · g4 torre del nero · c3 pedone del bianco · e3 alfiere del bianco · f3 donna del bianco · b2 pedone del bianco · d2 torre del bianco · f2 pedone del bianco · g2 pedone del bianco · d1 torre del bianco · g1 re del bianco | a8 torre del nero · e8 re del nero · f8 alfiere del nero · b7 pedone del nero · f7 pedone del nero · c6 pedone del nero · e6 donna del nero · f6 cavallo del nero · h6 pedone del nero · a5 pedone del nero · f5 cavallo del bianco · h5 pedone del bianco · a4 pedone del bianco · e4 pedone del nero · g4 torre del nero · c3 pedone del bianco · e3 alfiere del bianco · f3 donna del bianco · b2 pedone del bianco · d2 torre del bianco · f2 pedone del bianco · g2 pedone del bianco · d1 torre del bianco · g1 re del bianco | a8 torre del nero · e8 re del nero · f8 alfiere del nero · b7 pedone del nero · f7 pedone del nero · c6 pedone del nero · e6 donna del nero · f6 cavallo del nero · h6 pedone del nero · a5 pedone del nero · f5 cavallo del bianco · h5 pedone del bianco · a4 pedone del bianco · e4 pedone del nero · g4 torre del nero · c3 pedone del bianco · e3 alfiere del bianco · f3 donna del bianco · b2 pedone del bianco · d2 torre del bianco · f2 pedone del bianco · g2 pedone del bianco · d1 torre del bianco · g1 re del bianco | a8 torre del nero · e8 re del nero · f8 alfiere del nero · b7 pedone del nero · f7 pedone del nero · c6 pedone del nero · e6 donna del nero · f6 cavallo del nero · h6 pedone del nero · a5 pedone del nero · f5 cavallo del bianco · h5 pedone del bianco · a4 pedone del bianco · e4 pedone del nero · g4 torre del nero · c3 pedone del bianco · e3 alfiere del bianco · f3 donna del bianco · b2 pedone del bianco · d2 torre del bianco · f2 pedone del bianco · g2 pedone del bianco · d1 torre del bianco · g1 re del bianco | a8 torre del nero · e8 re del nero · f8 alfiere del nero · b7 pedone del nero · f7 pedone del nero · c6 pedone del nero · e6 donna del nero · f6 cavallo del nero · h6 pedone del nero · a5 pedone del nero · f5 cavallo del bianco · h5 pedone del bianco · a4 pedone del bianco · e4 pedone del nero · g4 torre del nero · c3 pedone del bianco · e3 alfiere del bianco · f3 donna del bianco · b2 pedone del bianco · d2 torre del bianco · f2 pedone del bianco · g2 pedone del bianco · d1 torre del bianco · g1 re del bianco | a8 torre del nero · e8 re del nero · f8 alfiere del nero · b7 pedone del nero · f7 pedone del nero · c6 pedone del nero · e6 donna del nero · f6 cavallo del nero · h6 pedone del nero · a5 pedone del nero · f5 cavallo del bianco · h5 pedone del bianco · a4 pedone del bianco · e4 pedone del nero · g4 torre del nero · c3 pedone del bianco · e3 alfiere del bianco · f3 donna del bianco · b2 pedone del bianco · d2 torre del bianco · f2 pedone del bianco · g2 pedone del bianco · d1 torre del bianco · g1 re del bianco | 7 |
| 6 | a8 torre del nero · e8 re del nero · f8 alfiere del nero · b7 pedone del nero · f7 pedone del nero · c6 pedone del nero · e6 donna del nero · f6 cavallo del nero · h6 pedone del nero · a5 pedone del nero · f5 cavallo del bianco · h5 pedone del bianco · a4 pedone del bianco · e4 pedone del nero · g4 torre del nero · c3 pedone del bianco · e3 alfiere del bianco · f3 donna del bianco · b2 pedone del bianco · d2 torre del bianco · f2 pedone del bianco · g2 pedone del bianco · d1 torre del bianco · g1 re del bianco | a8 torre del nero · e8 re del nero · f8 alfiere del nero · b7 pedone del nero · f7 pedone del nero · c6 pedone del nero · e6 donna del nero · f6 cavallo del nero · h6 pedone del nero · a5 pedone del nero · f5 cavallo del bianco · h5 pedone del bianco · a4 pedone del bianco · e4 pedone del nero · g4 torre del nero · c3 pedone del bianco · e3 alfiere del bianco · f3 donna del bianco · b2 pedone del bianco · d2 torre del bianco · f2 pedone del bianco · g2 pedone del bianco · d1 torre del bianco · g1 re del bianco | a8 torre del nero · e8 re del nero · f8 alfiere del nero · b7 pedone del nero · f7 pedone del nero · c6 pedone del nero · e6 donna del nero · f6 cavallo del nero · h6 pedone del nero · a5 pedone del nero · f5 cavallo del bianco · h5 pedone del bianco · a4 pedone del bianco · e4 pedone del nero · g4 torre del nero · c3 pedone del bianco · e3 alfiere del bianco · f3 donna del bianco · b2 pedone del bianco · d2 torre del bianco · f2 pedone del bianco · g2 pedone del bianco · d1 torre del bianco · g1 re del bianco | a8 torre del nero · e8 re del nero · f8 alfiere del nero · b7 pedone del nero · f7 pedone del nero · c6 pedone del nero · e6 donna del nero · f6 cavallo del nero · h6 pedone del nero · a5 pedone del nero · f5 cavallo del bianco · h5 pedone del bianco · a4 pedone del bianco · e4 pedone del nero · g4 torre del nero · c3 pedone del bianco · e3 alfiere del bianco · f3 donna del bianco · b2 pedone del bianco · d2 torre del bianco · f2 pedone del bianco · g2 pedone del bianco · d1 torre del bianco · g1 re del bianco | a8 torre del nero · e8 re del nero · f8 alfiere del nero · b7 pedone del nero · f7 pedone del nero · c6 pedone del nero · e6 donna del nero · f6 cavallo del nero · h6 pedone del nero · a5 pedone del nero · f5 cavallo del bianco · h5 pedone del bianco · a4 pedone del bianco · e4 pedone del nero · g4 torre del nero · c3 pedone del bianco · e3 alfiere del bianco · f3 donna del bianco · b2 pedone del bianco · d2 torre del bianco · f2 pedone del bianco · g2 pedone del bianco · d1 torre del bianco · g1 re del bianco | a8 torre del nero · e8 re del nero · f8 alfiere del nero · b7 pedone del nero · f7 pedone del nero · c6 pedone del nero · e6 donna del nero · f6 cavallo del nero · h6 pedone del nero · a5 pedone del nero · f5 cavallo del bianco · h5 pedone del bianco · a4 pedone del bianco · e4 pedone del nero · g4 torre del nero · c3 pedone del bianco · e3 alfiere del bianco · f3 donna del bianco · b2 pedone del bianco · d2 torre del bianco · f2 pedone del bianco · g2 pedone del bianco · d1 torre del bianco · g1 re del bianco | a8 torre del nero · e8 re del nero · f8 alfiere del nero · b7 pedone del nero · f7 pedone del nero · c6 pedone del nero · e6 donna del nero · f6 cavallo del nero · h6 pedone del nero · a5 pedone del nero · f5 cavallo del bianco · h5 pedone del bianco · a4 pedone del bianco · e4 pedone del nero · g4 torre del nero · c3 pedone del bianco · e3 alfiere del bianco · f3 donna del bianco · b2 pedone del bianco · d2 torre del bianco · f2 pedone del bianco · g2 pedone del bianco · d1 torre del bianco · g1 re del bianco | a8 torre del nero · e8 re del nero · f8 alfiere del nero · b7 pedone del nero · f7 pedone del nero · c6 pedone del nero · e6 donna del nero · f6 cavallo del nero · h6 pedone del nero · a5 pedone del nero · f5 cavallo del bianco · h5 pedone del bianco · a4 pedone del bianco · e4 pedone del nero · g4 torre del nero · c3 pedone del bianco · e3 alfiere del bianco · f3 donna del bianco · b2 pedone del bianco · d2 torre del bianco · f2 pedone del bianco · g2 pedone del bianco · d1 torre del bianco · g1 re del bianco | 6 |
| 5 | a8 torre del nero · e8 re del nero · f8 alfiere del nero · b7 pedone del nero · f7 pedone del nero · c6 pedone del nero · e6 donna del nero · f6 cavallo del nero · h6 pedone del nero · a5 pedone del nero · f5 cavallo del bianco · h5 pedone del bianco · a4 pedone del bianco · e4 pedone del nero · g4 torre del nero · c3 pedone del bianco · e3 alfiere del bianco · f3 donna del bianco · b2 pedone del bianco · d2 torre del bianco · f2 pedone del bianco · g2 pedone del bianco · d1 torre del bianco · g1 re del bianco | a8 torre del nero · e8 re del nero · f8 alfiere del nero · b7 pedone del nero · f7 pedone del nero · c6 pedone del nero · e6 donna del nero · f6 cavallo del nero · h6 pedone del nero · a5 pedone del nero · f5 cavallo del bianco · h5 pedone del bianco · a4 pedone del bianco · e4 pedone del nero · g4 torre del nero · c3 pedone del bianco · e3 alfiere del bianco · f3 donna del bianco · b2 pedone del bianco · d2 torre del bianco · f2 pedone del bianco · g2 pedone del bianco · d1 torre del bianco · g1 re del bianco | a8 torre del nero · e8 re del nero · f8 alfiere del nero · b7 pedone del nero · f7 pedone del nero · c6 pedone del nero · e6 donna del nero · f6 cavallo del nero · h6 pedone del nero · a5 pedone del nero · f5 cavallo del bianco · h5 pedone del bianco · a4 pedone del bianco · e4 pedone del nero · g4 torre del nero · c3 pedone del bianco · e3 alfiere del bianco · f3 donna del bianco · b2 pedone del bianco · d2 torre del bianco · f2 pedone del bianco · g2 pedone del bianco · d1 torre del bianco · g1 re del bianco | a8 torre del nero · e8 re del nero · f8 alfiere del nero · b7 pedone del nero · f7 pedone del nero · c6 pedone del nero · e6 donna del nero · f6 cavallo del nero · h6 pedone del nero · a5 pedone del nero · f5 cavallo del bianco · h5 pedone del bianco · a4 pedone del bianco · e4 pedone del nero · g4 torre del nero · c3 pedone del bianco · e3 alfiere del bianco · f3 donna del bianco · b2 pedone del bianco · d2 torre del bianco · f2 pedone del bianco · g2 pedone del bianco · d1 torre del bianco · g1 re del bianco | a8 torre del nero · e8 re del nero · f8 alfiere del nero · b7 pedone del nero · f7 pedone del nero · c6 pedone del nero · e6 donna del nero · f6 cavallo del nero · h6 pedone del nero · a5 pedone del nero · f5 cavallo del bianco · h5 pedone del bianco · a4 pedone del bianco · e4 pedone del nero · g4 torre del nero · c3 pedone del bianco · e3 alfiere del bianco · f3 donna del bianco · b2 pedone del bianco · d2 torre del bianco · f2 pedone del bianco · g2 pedone del bianco · d1 torre del bianco · g1 re del bianco | a8 torre del nero · e8 re del nero · f8 alfiere del nero · b7 pedone del nero · f7 pedone del nero · c6 pedone del nero · e6 donna del nero · f6 cavallo del nero · h6 pedone del nero · a5 pedone del nero · f5 cavallo del bianco · h5 pedone del bianco · a4 pedone del bianco · e4 pedone del nero · g4 torre del nero · c3 pedone del bianco · e3 alfiere del bianco · f3 donna del bianco · b2 pedone del bianco · d2 torre del bianco · f2 pedone del bianco · g2 pedone del bianco · d1 torre del bianco · g1 re del bianco | a8 torre del nero · e8 re del nero · f8 alfiere del nero · b7 pedone del nero · f7 pedone del nero · c6 pedone del nero · e6 donna del nero · f6 cavallo del nero · h6 pedone del nero · a5 pedone del nero · f5 cavallo del bianco · h5 pedone del bianco · a4 pedone del bianco · e4 pedone del nero · g4 torre del nero · c3 pedone del bianco · e3 alfiere del bianco · f3 donna del bianco · b2 pedone del bianco · d2 torre del bianco · f2 pedone del bianco · g2 pedone del bianco · d1 torre del bianco · g1 re del bianco | a8 torre del nero · e8 re del nero · f8 alfiere del nero · b7 pedone del nero · f7 pedone del nero · c6 pedone del nero · e6 donna del nero · f6 cavallo del nero · h6 pedone del nero · a5 pedone del nero · f5 cavallo del bianco · h5 pedone del bianco · a4 pedone del bianco · e4 pedone del nero · g4 torre del nero · c3 pedone del bianco · e3 alfiere del bianco · f3 donna del bianco · b2 pedone del bianco · d2 torre del bianco · f2 pedone del bianco · g2 pedone del bianco · d1 torre del bianco · g1 re del bianco | 5 |
| 4 | a8 torre del nero · e8 re del nero · f8 alfiere del nero · b7 pedone del nero · f7 pedone del nero · c6 pedone del nero · e6 donna del nero · f6 cavallo del nero · h6 pedone del nero · a5 pedone del nero · f5 cavallo del bianco · h5 pedone del bianco · a4 pedone del bianco · e4 pedone del nero · g4 torre del nero · c3 pedone del bianco · e3 alfiere del bianco · f3 donna del bianco · b2 pedone del bianco · d2 torre del bianco · f2 pedone del bianco · g2 pedone del bianco · d1 torre del bianco · g1 re del bianco | a8 torre del nero · e8 re del nero · f8 alfiere del nero · b7 pedone del nero · f7 pedone del nero · c6 pedone del nero · e6 donna del nero · f6 cavallo del nero · h6 pedone del nero · a5 pedone del nero · f5 cavallo del bianco · h5 pedone del bianco · a4 pedone del bianco · e4 pedone del nero · g4 torre del nero · c3 pedone del bianco · e3 alfiere del bianco · f3 donna del bianco · b2 pedone del bianco · d2 torre del bianco · f2 pedone del bianco · g2 pedone del bianco · d1 torre del bianco · g1 re del bianco | a8 torre del nero · e8 re del nero · f8 alfiere del nero · b7 pedone del nero · f7 pedone del nero · c6 pedone del nero · e6 donna del nero · f6 cavallo del nero · h6 pedone del nero · a5 pedone del nero · f5 cavallo del bianco · h5 pedone del bianco · a4 pedone del bianco · e4 pedone del nero · g4 torre del nero · c3 pedone del bianco · e3 alfiere del bianco · f3 donna del bianco · b2 pedone del bianco · d2 torre del bianco · f2 pedone del bianco · g2 pedone del bianco · d1 torre del bianco · g1 re del bianco | a8 torre del nero · e8 re del nero · f8 alfiere del nero · b7 pedone del nero · f7 pedone del nero · c6 pedone del nero · e6 donna del nero · f6 cavallo del nero · h6 pedone del nero · a5 pedone del nero · f5 cavallo del bianco · h5 pedone del bianco · a4 pedone del bianco · e4 pedone del nero · g4 torre del nero · c3 pedone del bianco · e3 alfiere del bianco · f3 donna del bianco · b2 pedone del bianco · d2 torre del bianco · f2 pedone del bianco · g2 pedone del bianco · d1 torre del bianco · g1 re del bianco | a8 torre del nero · e8 re del nero · f8 alfiere del nero · b7 pedone del nero · f7 pedone del nero · c6 pedone del nero · e6 donna del nero · f6 cavallo del nero · h6 pedone del nero · a5 pedone del nero · f5 cavallo del bianco · h5 pedone del bianco · a4 pedone del bianco · e4 pedone del nero · g4 torre del nero · c3 pedone del bianco · e3 alfiere del bianco · f3 donna del bianco · b2 pedone del bianco · d2 torre del bianco · f2 pedone del bianco · g2 pedone del bianco · d1 torre del bianco · g1 re del bianco | a8 torre del nero · e8 re del nero · f8 alfiere del nero · b7 pedone del nero · f7 pedone del nero · c6 pedone del nero · e6 donna del nero · f6 cavallo del nero · h6 pedone del nero · a5 pedone del nero · f5 cavallo del bianco · h5 pedone del bianco · a4 pedone del bianco · e4 pedone del nero · g4 torre del nero · c3 pedone del bianco · e3 alfiere del bianco · f3 donna del bianco · b2 pedone del bianco · d2 torre del bianco · f2 pedone del bianco · g2 pedone del bianco · d1 torre del bianco · g1 re del bianco | a8 torre del nero · e8 re del nero · f8 alfiere del nero · b7 pedone del nero · f7 pedone del nero · c6 pedone del nero · e6 donna del nero · f6 cavallo del nero · h6 pedone del nero · a5 pedone del nero · f5 cavallo del bianco · h5 pedone del bianco · a4 pedone del bianco · e4 pedone del nero · g4 torre del nero · c3 pedone del bianco · e3 alfiere del bianco · f3 donna del bianco · b2 pedone del bianco · d2 torre del bianco · f2 pedone del bianco · g2 pedone del bianco · d1 torre del bianco · g1 re del bianco | a8 torre del nero · e8 re del nero · f8 alfiere del nero · b7 pedone del nero · f7 pedone del nero · c6 pedone del nero · e6 donna del nero · f6 cavallo del nero · h6 pedone del nero · a5 pedone del nero · f5 cavallo del bianco · h5 pedone del bianco · a4 pedone del bianco · e4 pedone del nero · g4 torre del nero · c3 pedone del bianco · e3 alfiere del bianco · f3 donna del bianco · b2 pedone del bianco · d2 torre del bianco · f2 pedone del bianco · g2 pedone del bianco · d1 torre del bianco · g1 re del bianco | 4 |
| 3 | a8 torre del nero · e8 re del nero · f8 alfiere del nero · b7 pedone del nero · f7 pedone del nero · c6 pedone del nero · e6 donna del nero · f6 cavallo del nero · h6 pedone del nero · a5 pedone del nero · f5 cavallo del bianco · h5 pedone del bianco · a4 pedone del bianco · e4 pedone del nero · g4 torre del nero · c3 pedone del bianco · e3 alfiere del bianco · f3 donna del bianco · b2 pedone del bianco · d2 torre del bianco · f2 pedone del bianco · g2 pedone del bianco · d1 torre del bianco · g1 re del bianco | a8 torre del nero · e8 re del nero · f8 alfiere del nero · b7 pedone del nero · f7 pedone del nero · c6 pedone del nero · e6 donna del nero · f6 cavallo del nero · h6 pedone del nero · a5 pedone del nero · f5 cavallo del bianco · h5 pedone del bianco · a4 pedone del bianco · e4 pedone del nero · g4 torre del nero · c3 pedone del bianco · e3 alfiere del bianco · f3 donna del bianco · b2 pedone del bianco · d2 torre del bianco · f2 pedone del bianco · g2 pedone del bianco · d1 torre del bianco · g1 re del bianco | a8 torre del nero · e8 re del nero · f8 alfiere del nero · b7 pedone del nero · f7 pedone del nero · c6 pedone del nero · e6 donna del nero · f6 cavallo del nero · h6 pedone del nero · a5 pedone del nero · f5 cavallo del bianco · h5 pedone del bianco · a4 pedone del bianco · e4 pedone del nero · g4 torre del nero · c3 pedone del bianco · e3 alfiere del bianco · f3 donna del bianco · b2 pedone del bianco · d2 torre del bianco · f2 pedone del bianco · g2 pedone del bianco · d1 torre del bianco · g1 re del bianco | a8 torre del nero · e8 re del nero · f8 alfiere del nero · b7 pedone del nero · f7 pedone del nero · c6 pedone del nero · e6 donna del nero · f6 cavallo del nero · h6 pedone del nero · a5 pedone del nero · f5 cavallo del bianco · h5 pedone del bianco · a4 pedone del bianco · e4 pedone del nero · g4 torre del nero · c3 pedone del bianco · e3 alfiere del bianco · f3 donna del bianco · b2 pedone del bianco · d2 torre del bianco · f2 pedone del bianco · g2 pedone del bianco · d1 torre del bianco · g1 re del bianco | a8 torre del nero · e8 re del nero · f8 alfiere del nero · b7 pedone del nero · f7 pedone del nero · c6 pedone del nero · e6 donna del nero · f6 cavallo del nero · h6 pedone del nero · a5 pedone del nero · f5 cavallo del bianco · h5 pedone del bianco · a4 pedone del bianco · e4 pedone del nero · g4 torre del nero · c3 pedone del bianco · e3 alfiere del bianco · f3 donna del bianco · b2 pedone del bianco · d2 torre del bianco · f2 pedone del bianco · g2 pedone del bianco · d1 torre del bianco · g1 re del bianco | a8 torre del nero · e8 re del nero · f8 alfiere del nero · b7 pedone del nero · f7 pedone del nero · c6 pedone del nero · e6 donna del nero · f6 cavallo del nero · h6 pedone del nero · a5 pedone del nero · f5 cavallo del bianco · h5 pedone del bianco · a4 pedone del bianco · e4 pedone del nero · g4 torre del nero · c3 pedone del bianco · e3 alfiere del bianco · f3 donna del bianco · b2 pedone del bianco · d2 torre del bianco · f2 pedone del bianco · g2 pedone del bianco · d1 torre del bianco · g1 re del bianco | a8 torre del nero · e8 re del nero · f8 alfiere del nero · b7 pedone del nero · f7 pedone del nero · c6 pedone del nero · e6 donna del nero · f6 cavallo del nero · h6 pedone del nero · a5 pedone del nero · f5 cavallo del bianco · h5 pedone del bianco · a4 pedone del bianco · e4 pedone del nero · g4 torre del nero · c3 pedone del bianco · e3 alfiere del bianco · f3 donna del bianco · b2 pedone del bianco · d2 torre del bianco · f2 pedone del bianco · g2 pedone del bianco · d1 torre del bianco · g1 re del bianco | a8 torre del nero · e8 re del nero · f8 alfiere del nero · b7 pedone del nero · f7 pedone del nero · c6 pedone del nero · e6 donna del nero · f6 cavallo del nero · h6 pedone del nero · a5 pedone del nero · f5 cavallo del bianco · h5 pedone del bianco · a4 pedone del bianco · e4 pedone del nero · g4 torre del nero · c3 pedone del bianco · e3 alfiere del bianco · f3 donna del bianco · b2 pedone del bianco · d2 torre del bianco · f2 pedone del bianco · g2 pedone del bianco · d1 torre del bianco · g1 re del bianco | 3 |
| 2 | a8 torre del nero · e8 re del nero · f8 alfiere del nero · b7 pedone del nero · f7 pedone del nero · c6 pedone del nero · e6 donna del nero · f6 cavallo del nero · h6 pedone del nero · a5 pedone del nero · f5 cavallo del bianco · h5 pedone del bianco · a4 pedone del bianco · e4 pedone del nero · g4 torre del nero · c3 pedone del bianco · e3 alfiere del bianco · f3 donna del bianco · b2 pedone del bianco · d2 torre del bianco · f2 pedone del bianco · g2 pedone del bianco · d1 torre del bianco · g1 re del bianco | a8 torre del nero · e8 re del nero · f8 alfiere del nero · b7 pedone del nero · f7 pedone del nero · c6 pedone del nero · e6 donna del nero · f6 cavallo del nero · h6 pedone del nero · a5 pedone del nero · f5 cavallo del bianco · h5 pedone del bianco · a4 pedone del bianco · e4 pedone del nero · g4 torre del nero · c3 pedone del bianco · e3 alfiere del bianco · f3 donna del bianco · b2 pedone del bianco · d2 torre del bianco · f2 pedone del bianco · g2 pedone del bianco · d1 torre del bianco · g1 re del bianco | a8 torre del nero · e8 re del nero · f8 alfiere del nero · b7 pedone del nero · f7 pedone del nero · c6 pedone del nero · e6 donna del nero · f6 cavallo del nero · h6 pedone del nero · a5 pedone del nero · f5 cavallo del bianco · h5 pedone del bianco · a4 pedone del bianco · e4 pedone del nero · g4 torre del nero · c3 pedone del bianco · e3 alfiere del bianco · f3 donna del bianco · b2 pedone del bianco · d2 torre del bianco · f2 pedone del bianco · g2 pedone del bianco · d1 torre del bianco · g1 re del bianco | a8 torre del nero · e8 re del nero · f8 alfiere del nero · b7 pedone del nero · f7 pedone del nero · c6 pedone del nero · e6 donna del nero · f6 cavallo del nero · h6 pedone del nero · a5 pedone del nero · f5 cavallo del bianco · h5 pedone del bianco · a4 pedone del bianco · e4 pedone del nero · g4 torre del nero · c3 pedone del bianco · e3 alfiere del bianco · f3 donna del bianco · b2 pedone del bianco · d2 torre del bianco · f2 pedone del bianco · g2 pedone del bianco · d1 torre del bianco · g1 re del bianco | a8 torre del nero · e8 re del nero · f8 alfiere del nero · b7 pedone del nero · f7 pedone del nero · c6 pedone del nero · e6 donna del nero · f6 cavallo del nero · h6 pedone del nero · a5 pedone del nero · f5 cavallo del bianco · h5 pedone del bianco · a4 pedone del bianco · e4 pedone del nero · g4 torre del nero · c3 pedone del bianco · e3 alfiere del bianco · f3 donna del bianco · b2 pedone del bianco · d2 torre del bianco · f2 pedone del bianco · g2 pedone del bianco · d1 torre del bianco · g1 re del bianco | a8 torre del nero · e8 re del nero · f8 alfiere del nero · b7 pedone del nero · f7 pedone del nero · c6 pedone del nero · e6 donna del nero · f6 cavallo del nero · h6 pedone del nero · a5 pedone del nero · f5 cavallo del bianco · h5 pedone del bianco · a4 pedone del bianco · e4 pedone del nero · g4 torre del nero · c3 pedone del bianco · e3 alfiere del bianco · f3 donna del bianco · b2 pedone del bianco · d2 torre del bianco · f2 pedone del bianco · g2 pedone del bianco · d1 torre del bianco · g1 re del bianco | a8 torre del nero · e8 re del nero · f8 alfiere del nero · b7 pedone del nero · f7 pedone del nero · c6 pedone del nero · e6 donna del nero · f6 cavallo del nero · h6 pedone del nero · a5 pedone del nero · f5 cavallo del bianco · h5 pedone del bianco · a4 pedone del bianco · e4 pedone del nero · g4 torre del nero · c3 pedone del bianco · e3 alfiere del bianco · f3 donna del bianco · b2 pedone del bianco · d2 torre del bianco · f2 pedone del bianco · g2 pedone del bianco · d1 torre del bianco · g1 re del bianco | a8 torre del nero · e8 re del nero · f8 alfiere del nero · b7 pedone del nero · f7 pedone del nero · c6 pedone del nero · e6 donna del nero · f6 cavallo del nero · h6 pedone del nero · a5 pedone del nero · f5 cavallo del bianco · h5 pedone del bianco · a4 pedone del bianco · e4 pedone del nero · g4 torre del nero · c3 pedone del bianco · e3 alfiere del bianco · f3 donna del bianco · b2 pedone del bianco · d2 torre del bianco · f2 pedone del bianco · g2 pedone del bianco · d1 torre del bianco · g1 re del bianco | 2 |
| 1 | a8 torre del nero · e8 re del nero · f8 alfiere del nero · b7 pedone del nero · f7 pedone del nero · c6 pedone del nero · e6 donna del nero · f6 cavallo del nero · h6 pedone del nero · a5 pedone del nero · f5 cavallo del bianco · h5 pedone del bianco · a4 pedone del bianco · e4 pedone del nero · g4 torre del nero · c3 pedone del bianco · e3 alfiere del bianco · f3 donna del bianco · b2 pedone del bianco · d2 torre del bianco · f2 pedone del bianco · g2 pedone del bianco · d1 torre del bianco · g1 re del bianco | a8 torre del nero · e8 re del nero · f8 alfiere del nero · b7 pedone del nero · f7 pedone del nero · c6 pedone del nero · e6 donna del nero · f6 cavallo del nero · h6 pedone del nero · a5 pedone del nero · f5 cavallo del bianco · h5 pedone del bianco · a4 pedone del bianco · e4 pedone del nero · g4 torre del nero · c3 pedone del bianco · e3 alfiere del bianco · f3 donna del bianco · b2 pedone del bianco · d2 torre del bianco · f2 pedone del bianco · g2 pedone del bianco · d1 torre del bianco · g1 re del bianco | a8 torre del nero · e8 re del nero · f8 alfiere del nero · b7 pedone del nero · f7 pedone del nero · c6 pedone del nero · e6 donna del nero · f6 cavallo del nero · h6 pedone del nero · a5 pedone del nero · f5 cavallo del bianco · h5 pedone del bianco · a4 pedone del bianco · e4 pedone del nero · g4 torre del nero · c3 pedone del bianco · e3 alfiere del bianco · f3 donna del bianco · b2 pedone del bianco · d2 torre del bianco · f2 pedone del bianco · g2 pedone del bianco · d1 torre del bianco · g1 re del bianco | a8 torre del nero · e8 re del nero · f8 alfiere del nero · b7 pedone del nero · f7 pedone del nero · c6 pedone del nero · e6 donna del nero · f6 cavallo del nero · h6 pedone del nero · a5 pedone del nero · f5 cavallo del bianco · h5 pedone del bianco · a4 pedone del bianco · e4 pedone del nero · g4 torre del nero · c3 pedone del bianco · e3 alfiere del bianco · f3 donna del bianco · b2 pedone del bianco · d2 torre del bianco · f2 pedone del bianco · g2 pedone del bianco · d1 torre del bianco · g1 re del bianco | a8 torre del nero · e8 re del nero · f8 alfiere del nero · b7 pedone del nero · f7 pedone del nero · c6 pedone del nero · e6 donna del nero · f6 cavallo del nero · h6 pedone del nero · a5 pedone del nero · f5 cavallo del bianco · h5 pedone del bianco · a4 pedone del bianco · e4 pedone del nero · g4 torre del nero · c3 pedone del bianco · e3 alfiere del bianco · f3 donna del bianco · b2 pedone del bianco · d2 torre del bianco · f2 pedone del bianco · g2 pedone del bianco · d1 torre del bianco · g1 re del bianco | a8 torre del nero · e8 re del nero · f8 alfiere del nero · b7 pedone del nero · f7 pedone del nero · c6 pedone del nero · e6 donna del nero · f6 cavallo del nero · h6 pedone del nero · a5 pedone del nero · f5 cavallo del bianco · h5 pedone del bianco · a4 pedone del bianco · e4 pedone del nero · g4 torre del nero · c3 pedone del bianco · e3 alfiere del bianco · f3 donna del bianco · b2 pedone del bianco · d2 torre del bianco · f2 pedone del bianco · g2 pedone del bianco · d1 torre del bianco · g1 re del bianco | a8 torre del nero · e8 re del nero · f8 alfiere del nero · b7 pedone del nero · f7 pedone del nero · c6 pedone del nero · e6 donna del nero · f6 cavallo del nero · h6 pedone del nero · a5 pedone del nero · f5 cavallo del bianco · h5 pedone del bianco · a4 pedone del bianco · e4 pedone del nero · g4 torre del nero · c3 pedone del bianco · e3 alfiere del bianco · f3 donna del bianco · b2 pedone del bianco · d2 torre del bianco · f2 pedone del bianco · g2 pedone del bianco · d1 torre del bianco · g1 re del bianco | a8 torre del nero · e8 re del nero · f8 alfiere del nero · b7 pedone del nero · f7 pedone del nero · c6 pedone del nero · e6 donna del nero · f6 cavallo del nero · h6 pedone del nero · a5 pedone del nero · f5 cavallo del bianco · h5 pedone del bianco · a4 pedone del bianco · e4 pedone del nero · g4 torre del nero · c3 pedone del bianco · e3 alfiere del bianco · f3 donna del bianco · b2 pedone del bianco · d2 torre del bianco · f2 pedone del bianco · g2 pedone del bianco · d1 torre del bianco · g1 re del bianco | 1 |
|   | a | b | c | d | e | f | g | h |   |

Horowitz - Flohr, Radio match USA-URSS, 1945
Difesa Caro-Kann –   1. e4 c6 2. d4 d5 3. Cc3 dxe4 4. Cxe4 Cf6 5. Cxf6+ gxf6 6. Ce2 Af5 7. Cg3 Ag6 8. h4 h6 9. h5 Ah7 10. c3 Db6 11. Ac4 Cd7 12. a4 a5 13. Df3 e6 14. O-O Ac2 15. Af4 Ab3 16. Ad3 e5 17. Ae3 Ad5 18. Ae4 Db3 19. dxe5 fxe5 20. Tad1 Axe4 21. Dxe4 De6 22. Td2 Cf6 23. Df3 Tg8 24. Tfd1 Tg4 25. Cf5 e4  (vedi diagramma)
Pare che il nero si appresti a guadagnare materiale, poiché la Donna bianca, sotto attacco, non ha mosse che difendano il Cavallo in f5. 26. Ab6!  un colpo poderoso, che lascia il nero senza difese efficaci dalla minaccia di matto in d8, ad esempio: a) 26. ...Cd5 27. Dxg4; b) 26. ...Ae7 27. Dxg4! Cxg4 28. Cg7+ Rf8 29. Cxe6+; oppure c) 26. ...Dc8 27. Cd6+ Axd6 28. Dxf6 Ae7 29. Dh8+ Af8 30. Td8+ Dxd8 31. Txd8+ Txd8 32. Axd8 Rxd8 33. Dxf8+.
26. ... Txg2+ 27. Dxg2 Dxf5 28. Td8+ Txd8 29. Txd8+ Re7 30. Dg3 Cd7 31. Ac7 Dd5 32. c4 Dg5 33. Dxg5+ hxg5 34. Ta8 Re6 35. Axa5 f5 36. Ac3 f4 37. a5 g4 38. b4 f3 39. Ad2 Rf7 40. Ta7 g3 41. Txb7 (1-0)
–  Vedi la partita online

## Pubblicazioni

### In lingua inglese
- How to Win in the Chess Openings, ISBN 0-671-62426-1
- The Golden Treasury of Chess, ISBN 0-88365-065-7
- How to Win At Chess (A complete course with 891 diagrams)
- Chess Traps, Pitfalls and Swindles (con Fred Reinfeld), Fireside Books, ried. 1971, ISBN 0-671-21041-6
- Chess Openings: Theory and Practice, Fireside Books, 1964 ISBN 0-671-13390-X (hardback) and ISBN 0-671-20553-6 (paperback)
- All About Chess, Collier Books, 1971
- Chess for beginners, Fireside Books, 1950, ISBN 0-671-21184-6

### Disponibili in traduzione italiana
- I campioni del mondo di scacchi, Mursia, 1979, 1988 (2), Traduzione italiana di Rita e Paolo Bagnoli.